# Euxoa objurgata
Euxoa objurgata là một loài bướm đêm trong họ Noctuidae.